# Opaleszenz

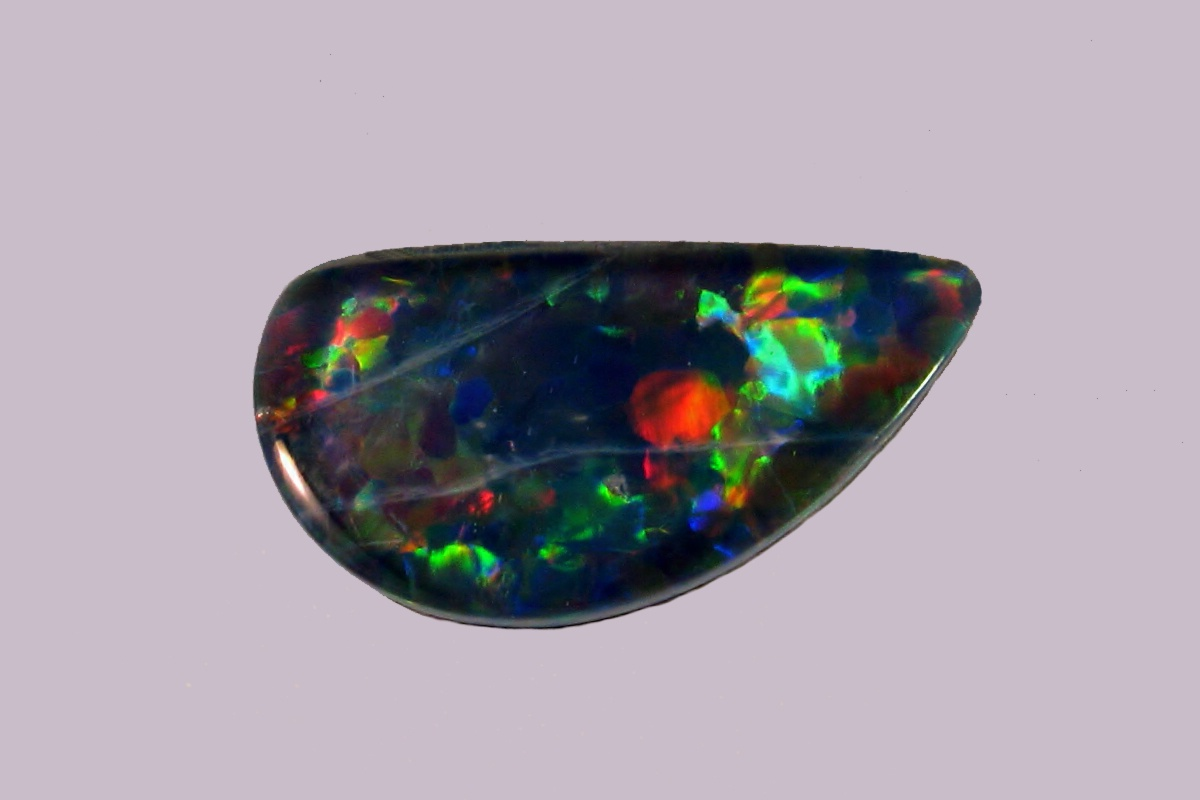
Schwarzer Edelopal mit vollem, opalisierendem Farbenspiel

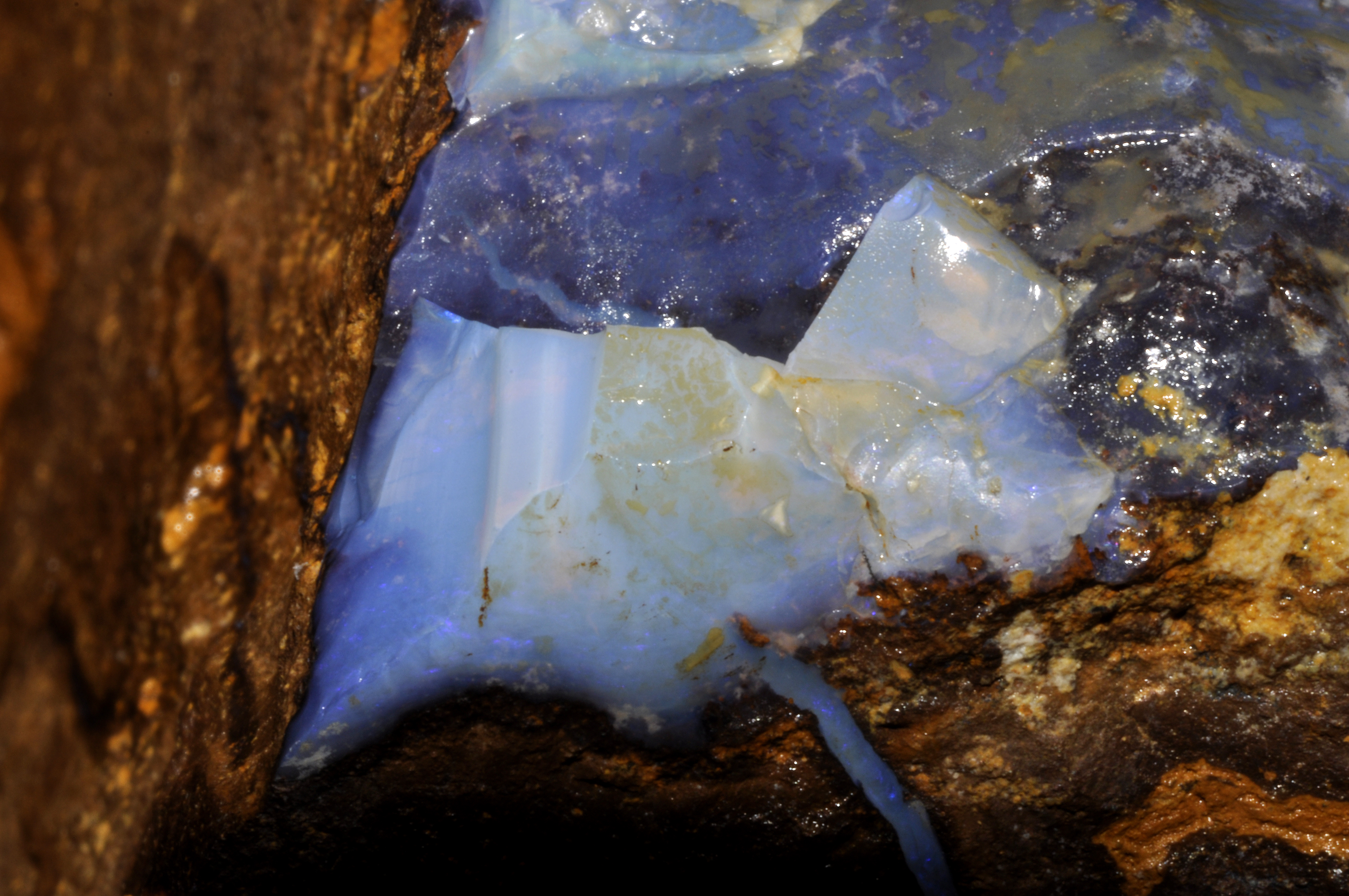
Opaleszierender Milchopal im Muttergestein (Matrix)

Als Opaleszenz wird die Farbigkeit mancher Stoffe bezeichnet, die durch die Streuung und eventuell Interferenz des Lichts an kleinen Strukturen in dem Stoff hervorgerufen wird. Die die Streuung hervorrufenden Strukturen sind dabei kleiner als die Wellenlänge des Lichts. Damit unterscheidet sich dieser Effekt von dem Dichroismus, der eine Zweifarbigkeit in homogenen Kristallen beschreibt. In vielen trüben Medien tritt die Opaleszenz auf, die aber abhängig von der Partikelgröße in die nichtfarbige Opazität übergeht.

## Opal

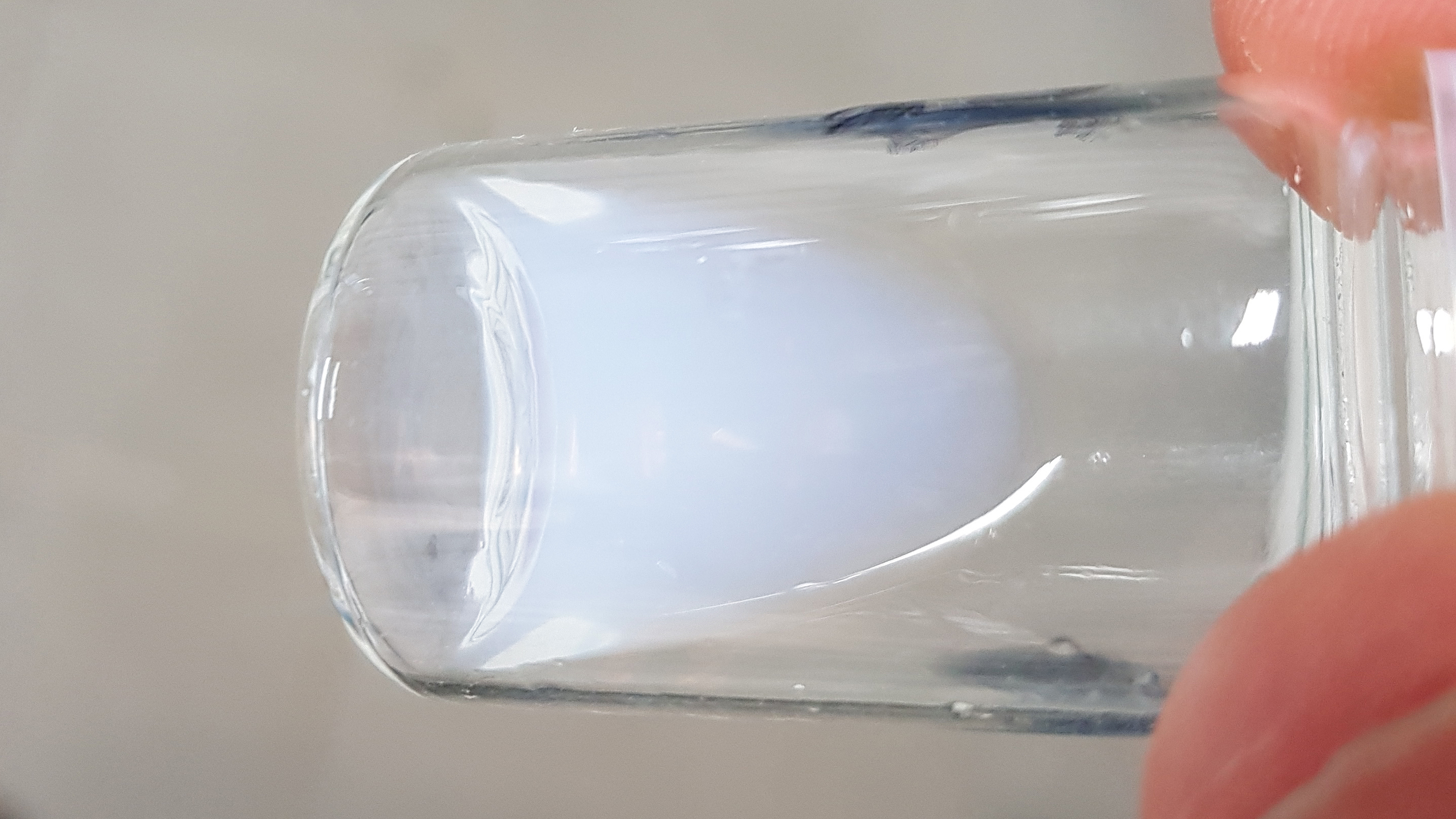
Eine leichte Opaleszenz bei kolloidalem Siliciumdioxid (hydrodynamischer Durchmesser: 92,7 nm).

Beim Namensgeber Opal werden diese Strukturen durch winzige Kügelchen aus hydratisiertem Kieselgel gebildet, die bei regelmäßiger Anordnung ein lebhaftes, buntfleckiges Farbspiel durch die Interferenz zeigen und nur solche Opale werden als „opalisierend“ bezeichnet. Ein ähnlicher Effekt tritt auch bei Ammoliten und Perlmutt auf, dessen Ursache jedoch im schichtförmigen Aufbau des Materials liegt.
Beim „Gemeinen Opal“ (z. B. „Milchopal“), der nur einen milchig bläulichen bis perlartigen Glanz zeigt, wird zur Unterscheidung die Bezeichnung „Opaleszenz“ (Verb: opaleszieren) verwendet.

## Trübung
Meistens wird der Begriff aber zur Beschreibung einer besonderen Trübung in kolloidalen Dispersionen verwendet. Die dispergierten Teilchen sind hier ungeordnet, so dass keine Interferenzen wie beim Opal auftreten. Die Farbigkeit ergibt sich stattdessen aus der Streuung: Da die Partikel kleiner als die Wellenlänge des Lichts sind, ist der Streumechanismus die wellenlängenabhängige Rayleigh-Streuung. Damit enthält das gestreute Licht einen höheren Blauanteil, das transmittierte Licht dementsprechend einen höheren Rotanteil. Ein bekanntes Beispiel dafür ist die blaue Himmelsfarbe und die rötliche Sonne bei ihrem Untergang.

### Übergang zur Opazität
Dabei gibt es jedoch auch einen fließenden Übergang zur Opazität: Wenn die Partikel größer als die Wellenlänge werden, wird die Rayleigh-Streuung durch die von der Wellenlänge unabhängige Mie-Streuung abgelöst. Dies führt dann dazu, dass das gestreute Licht auch mehr Rotanteile enthält, somit weißlicher wird. Insgesamt wird auch die Streuung schwächer. Damit macht sich die Farbigkeit immer weniger bemerkbar, bei reiner Opazität ist das Streulicht weiß. Dazu findet sich auch ein Beispiel in der Himmelsfarbe: Wenn viel Dunst in der Atmosphäre ist, kommen durch die Mie-Streuung weitere Weißanteile ins Streulicht. Damit wird die blaue Himmelsfarbe schwächer und weißlicher. Gleiches kann man in der Nähe des Horizonts beobachten, der ein wesentlich helleres Blau zeigt. Auch die Wolken sind deswegen weiß.

### Beispiele
- Ein Experiment dazu lässt sich einfach durchführen: In ein Glas Wasser werden wenige Tropfen Milch gegeben, so dass das Wasser trübe wird. Das milchige Wasser erscheint im Auflicht bläulich, im Durchlicht rötlich. Mit einer kleinen Lichtquelle kann auch der Tyndall-Effekt demonstriert werden.
- Opaleszierende Medien sind Milchglas, Zahnschmelz, Rauch
- Die Opaleszenz tritt auch in der Luft auf. Das blaue Licht wird an den kleinsten Luftmolekülen (Sauerstoff- und Stickstoffmoleküle) gestreut und das rote durchgelassen. Deshalb sind der Himmel und weit entfernte Berge blau. Bei größerer Luftfeuchtigkeit werden alle Farben gestreut und das Blau erscheint weiß-aufgehellt.[1]
- Beim Verdünnen von Anisschnäpsen tritt der Louche-Effekt auf, eine spontane Entmischung der Alkohol-Öl-Phase, die zu kleinen Anisöl-Tröpfchen im Wasser führt, welche die Opaleszenz zeigen.
- Flop-Lackierungen, beispielsweise bei Fahrzeugen oder Mobiltelefonen

## Kritische Opaleszenz
Kritische Opaleszenz gehört zu den kritischen Phänomenen. Liegen ein Stoff oder eine Stoffmischung in zwei koexistierenden fluiden Phasen vor, tritt kritische Opaleszenz im Zweiphasengebiet in der Nähe des kritischen Punktes aufgrund von Dichtefluktuationen auf. Teile des Fluids wechseln dabei ständig zwischen flüssigem und gasförmigem Zustand hin und her. Die erzeugten lokalen Schwankungen der Dichte bewegen sich in der Größenordnung der Korrelationslänge, also gewöhnlich des mittleren Molekülabstandes. Nähert man sich dem kritischen Punkt, nimmt die Korrelationslänge beträchtlich zu. Die kritische Opaleszenz tritt genau dann auf, wenn die Korrelationslänge in die Größe der Wellenlänge des Lichtes kommt – denn dann wird das Licht an diesen Bereichen stark gestreut. Erreicht man den Bereich kritischer Opaleszenz, wird daher zuerst das kurzwellige Licht gestreut; direkt am kritischen Punkt aber das gesamte Spektrum des sichtbaren Lichts und das Fluid erscheint milchig.